# Туфо (Пезаро и Урбино)
Туфо је насеље у Италији у округу Пезаро и Урбино, региону Марке.
Према процени из 2011. у насељу је живело 79 становника. Насеље се налази на надморској висини од 414 м.